# 山口県道337号田万川須佐線
山口県道337号田万川須佐線（やまぐちけんどう337ごう たまがわすさせん）は、山口県萩市を通る一般県道である。

## 概要
萩市大字上小川東分から萩市大字須佐に至る。

### 路線データ
- 起点：萩市大字上小川東分（島根県道・山口県道14号益田阿武線交点）
- 終点：萩市大字須佐（国道315号交点）

## 歴史
- 1976年（昭和51年）8月27日 - 山口県告示第720号により認定。
- 2005年（平成17年）3月6日 - 阿武郡須佐町・田万川町が萩市に移行したことにより起終点の地名が変更される（阿武郡田万川町上小川東分→萩市上小川東分、阿武郡須佐町須佐→萩市須佐）。

## 地理

### 通過する自治体
- 山口県
  - 萩市

### 交差する道路
| 交差する道路                              | 交差する場所   | 交差する場所 |
| ----------------------------------------- | -------------- | ------------ |
| 島根県道・山口県道14号益田阿武線          | 大字上小川東分 | 起点         |
| 国道315号 山口県道10号山口福栄須佐線 重複 | 大字須佐       | 終点         |

### 沿線
- 萩市立須佐中学校（終点付近）